# AMDGPU
AMDGPU est un pilote graphique libre et open-source de AMD, pour Linux,. AMDGPU supporte les cartes graphiques dont l'architecture repose sur GCN (à partir de la 1.2). Un support expérimental peut être activé pour des cartes antérieures,.